# 슈바츠군

슈바츠군의 위치

슈바츠군(독일어: Bezirk Schwaz)은 오스트리아 티롤주에 위치한 군으로 행정 중심지는 슈바츠이며 면적은 1,887.49km2, 인구는 79,511명(2012년 기준), 인구 밀도는 42명/km2이다. 서쪽으로는 인스브루크란트군, 동쪽으로는 쿠프슈타인군, 키츠뷔엘군, 잘츠부르크주 첼암제군과 접하며 북쪽으로는 독일 바이에른주, 남쪽으로는 이탈리아 남티롤(볼차노도)과 국경을 접한다.

## 하위 행정 구역
1개 도시, 4개 시장도시, 34개 일반 시를 관할한다.
- 도시
  - 슈바츠(Schwaz)
- 시장도시
  - 옌바흐(Jenbach)
  - 마이어호펜(Mayrhofen)
  - 폼프(Vomp)
  - 첼암칠러(Zell am Ziller)
- 일반 시
  - 아헨키르히(Achenkirch)
  - 아샤우임칠러탈(Aschau im Zillertal)
  - 브란트베르크(Brandberg)
  - 브루크암칠러(Bruck am Ziller)
  - 부흐바이옌바흐(Buch bei Jenbach)
  - 에벤암아헨제(Eben am Achensee)
  - 핑켄베르크(Finkenberg)
  - 퓌겐(Fügen)
  - 퓌겐베르크(Fügenberg)
  - 갈차인(Gallzein)
  - 게를로스(Gerlos)
  - 게를로스베르크(Gerlosberg)
  - 하인첸베르크(Hainzenberg)
  - 하르트임칠러탈(Hart im Zillertal)
  - 히파흐(Hippach)
  - 칼텐바흐(Kaltenbach)
  - 필(Pill)
  - 람자우임칠러탈(Ramsau im Zillertal)
  - 리트임칠러탈(Ried im Zillertal)
  - 로어베르크(Rohrberg)
  - 슐리터스(Schlitters)
  - 슈벤다우(Schwendau)
  - 슈탄스(Stans)
  - 슈타인베르크암로판(Steinberg am Rofan)
  - 슈트라스임칠러탈(Strass im Zillertal)
  - 슈툼(Stumm)
  - 슈투머베르크(Stummerberg)
  - 테르펜스(Terfens)
  - 툭스(Tux)
  - 우데른스(Uderns)
  - 베어(Weer)
  - 베어베르크(Weerberg)
  - 비징(Wiesing)
  - 첼베르크(Zellberg)